# Harrogate
Harrogate [ˈhærəgət] ist eine Mittelstadt in der englischen Unitary Authority North Yorkshire. Laut Volkszählung hatte Harrogate 2011 insgesamt 73.576 Einwohner.

## Geographie
Harrogate liegt am südöstlichen Ende des Nidderdales, einem beliebten Naherholungsgebiet am Rande der Yorkshire Dales. Großstädte im Umkreis sind Leeds (25 km südlich), Bradford (30 km südwestlich), York (30 km östlich) und Middlesbrough (70 km nördlich).

## Geschichte

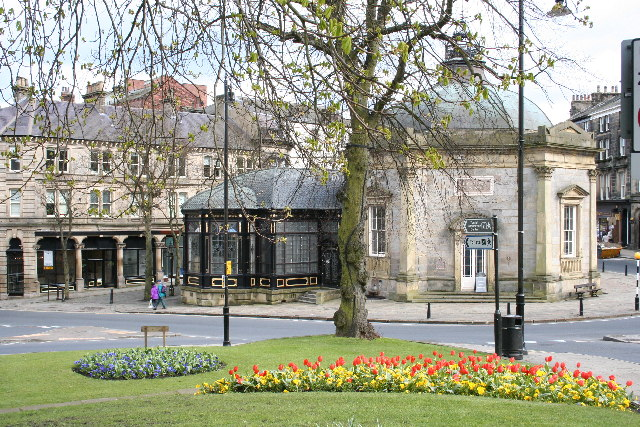
Königliche Trinkhalle

Vor der Entdeckung der eisen- und schwefelhaltigen Mineralquellen bestand der Ort aus zwei unbedeutenden Dörfern namens High Harrogate und Low Harrogate. Die erste Mineralquelle wurde bereits 1571 entdeckt. Die medizinischen Eigenschaften des Wassers wurden 1626 in einem Buch mit dem Titel Spadacrene Anglica, or the English Spa Fountain von Edmund Deane publik. Harrogate entwickelte sich in der Folgezeit zu einem bekannten Kurort, dabei wurden viele neue Erholungs- und Vergnügungsflächen erschlossen. 1788 wurde das sogenannte Georgian Theatre eröffnet, 1826 das Bath Hospital. Die königliche Trinkhalle wurde 1842 eröffnet – seit 1953 beherbergt das Gebäude ein Museum.
Im späten 19. und frühen 20. Jahrhundert war Harrogate unter englischen Elitekreisen ein sehr beliebter Erholungsort und wurde auch von vielen ausländischen Adeligen besucht. Die Bedeutung Harrogates als Kurort ging mit dem Beginn des Zweiten Weltkrieges enorm zurück, und die großen Hotels der Stadt wurden als Bürogebäude der aus London evakuierten Regierung genutzt. Nach dem Krieg entwickelte sich der Standort zu einem Geschäfts-, Konferenz- und Messezentrum.
1961 fand der Esperanto-Weltkongress und 1982 der Eurovision Song Contest in Harrogate statt, wo die deutsche Sängerin Nicole mit ihrem Titel Ein bißchen Frieden den ersten Platz belegte.
Im Jahr 2007 sorgte der Depotfund von Harrogate für großes Aufstehen. Der mittels Metalldetektoren gemachte Depotfund besteht aus fast 700 Münzen und Barren und stammt aus dem 10. Jahrhundert, der Wikingerzeit. Der Fund wird weitläufig als der wertvollste nach dem Depotfund von Cuerdale von 1840 bezeichnet.
Von 1974 bis 2023 war Harrogate Verwaltungssitz des Borough of Harrogate innerhalb der Grafschaft North Yorkshire.

## Politik
Der für Harrogate delegierte Abgeordnete für das britische Unterhaus ist Andrew Jones von den Conservatives. Er wurde im Mai 2010 in dieses Amt berufen und beendete somit eine Periode, in der dreimal hintereinander die Liberals das Rennen um das Amt gewannen.

### Städtepartnerschaften
Harrogate unterhält Städtepartnerschaften mit
- Bagnères-de-Luchon, Frankreich
- Harrogate, Vereinigte Staaten
- Montecatini Terme, Italien[4]
- Wellington, Neuseeland

## Kultur und Sehenswürdigkeiten

### Shopping

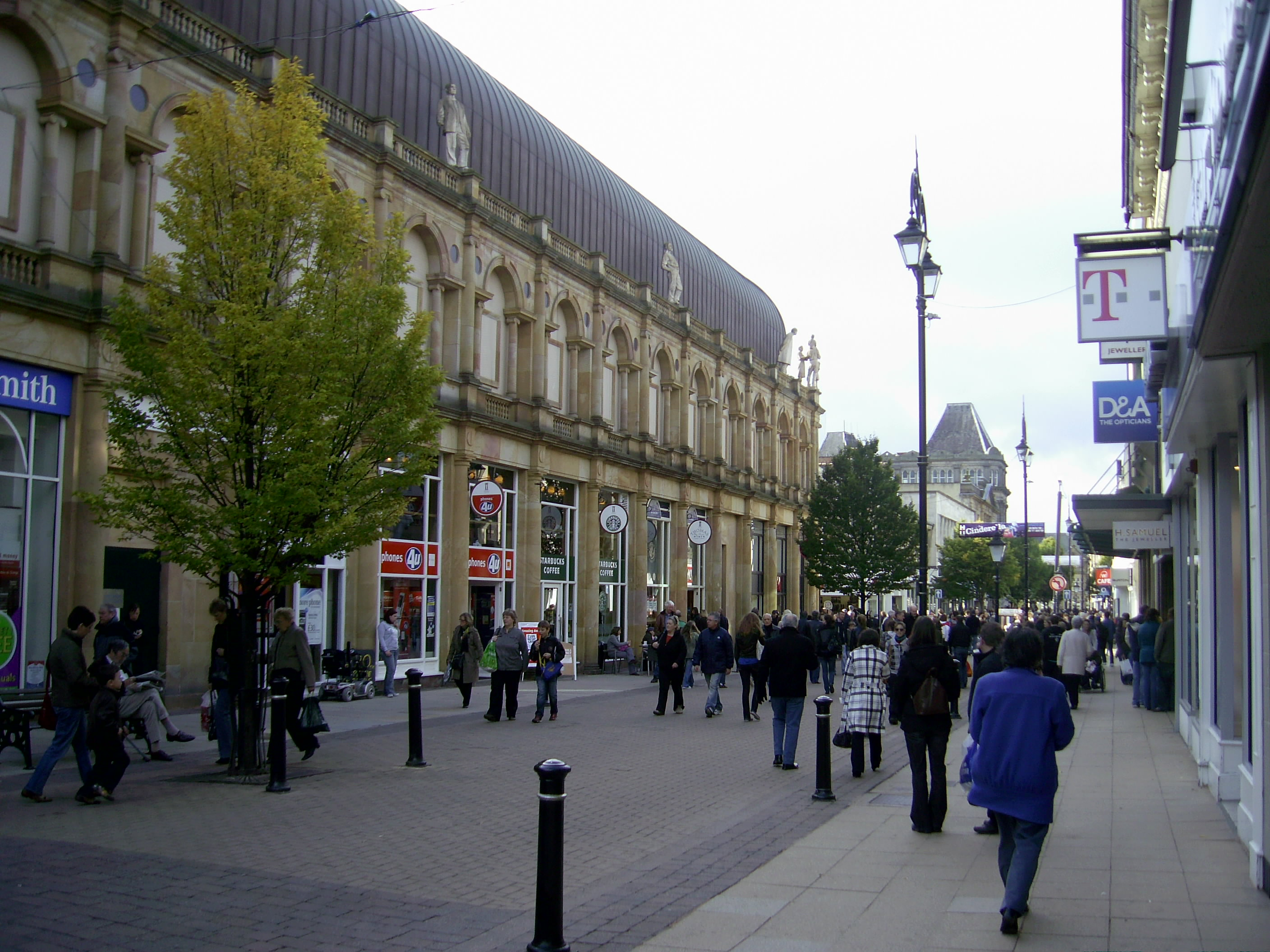
Fußgängerzone

Die Haupteinkaufsstraßen Harrogates sind die Cambridge Street, die Oxford Street, die Beulah Street und die James Street. Eine Vielzahl an Boutiquen und Designerläden finden sich in der Parliament Street und in der Commercial Street. Die Stadt verfügt auch über viele Restaurants, die sich in ihrer Mehrzahl auf die John Street und die Albert Street konzentrieren.

### Kino
Harrogate besitzt ein Kino der britischen Kinokette Odeon.

### Museen
- Das Royal Pump Room Museum ist ein Museum über die Geschichte der Stadt mit besonderem Augenmerk auf ihre Schwefelquellen sowie den viktorianischen Lebensstil in Harrogate.
- Die Mercer Art Gallery ist eine Kunstgalerie mit über 2000 Werken, überwiegend aus dem 19. und 20. Jahrhundert von Künstlern wie William Frith, Edward Burne-Jones, Alan Davie und vielen weiteren.

### Parks

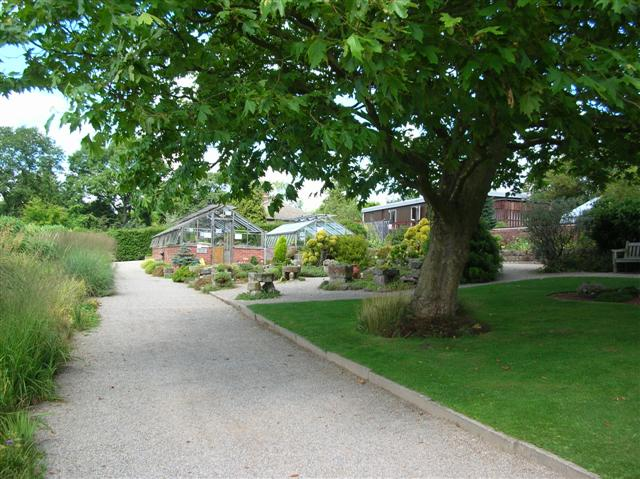
RHS Harlow Carr Garden

Ein etwa 80 ha großer Grüngürtel namens The Stray umschließt den Altstadtkern Harrogates. Die 8 ha großen Valley Gardens sind ein blumenreicher Park mit einer größeren Zahl an Mineralquellen, in dem an Sonntagen im Sommer Konzerte abgehalten werden. Weitere Grünanlagen sind der Killinghall Moor Country Park, ein weitgehend naturbelassener Park mit seltenen Pflanzen- und Vogelarten und der RHS Harlow Carr Garden, ein öffentlich zugänglicher Garten der Royal Horticultural Society.

### Sport
Zwei Fußballvereine existieren in der Stadt: Harrogate Town, der derzeit in der viertklassigen EFL League Two spielt sowie Harrogate Railway Athletic, der in der achtklassigen Northern Premier League spielt. Die Vereine tragen beide ihre Heimspiele im Stadion an der Wetherby Road aus, und deren Fans pflegen eine freundschaftliche Rivalität zueinander. Des Weiteren gibt es einen Rugbyverein, einen Schwimmverein, einen Cricketverein, einen Laufsportverein, einen Kletterverein sowie einen Hockeyverein.
Das Hallen- und Freizeitbad The Hydro besitzt drei Becken sowie einen angeschlossenen Fitnesscenter-Bereich. Ein weiteres Sportzentrum befindet sich im Süden der Stadt, welches die Ausübung mehrerer Sportarten anbietet.
Am 5. Juli 2014 endete in Harrogate die erste Etappe der Tour de France. Im Jahr 2019 ist Harrogate Zielort der UCI-Straßen-Weltmeisterschaften 2019.

## Wirtschaft und Infrastruktur
Harrogates Industrie basiert vor allem auf der Messewirtschaft. Das Harrogate International Centre war bereits die Stätte vieler wichtiger Tagungen und Veranstaltungen, wie zum Beispiel des Eurovision Song Contest direkt nach seiner Eröffnung im Jahr 1982. Es ist das drittgrößte Konferenz- und Messegelände im Vereinigten Königreich und zieht jährlich etwa 350.000 Gewerbetreibende sowie deren Besucher an; der Profit der lokalen Wirtschaft beläuft sich auf etwa 150 Mio. £ im Jahr.

### Verkehr
Bei Harrogate kreuzen sich die beiden A-Straßen A59 (Liverpool–York) und A61 (Derby–Thirsk), Letztere führt auch ins nahegelegene Leeds. Über die A658 gelangt man nach Südwesten zum 15 km entfernten Flughafen Leeds/Bradford sowie nach Bradford. Zehn Kilometer östlich führt die auf Autobahnstandard ausgebaute A1(M) (London–Edinburgh) in Süd-Nord-Richtung an Harrogate vorbei.

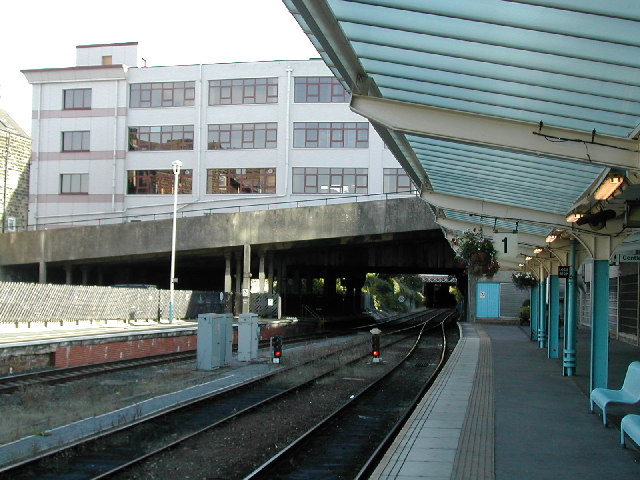
Bahnhof Harrogate

Neben dem Zentralbahnhof von Harrogate existieren noch die Bahnhöfe Hornbeam Park und Pannal in Richtung Leeds sowie Starbeck in Richtung York. Es besteht einmal täglich eine von East Coast betriebene Direktverbindung zum Londoner Bahnhof King’s Cross, alle anderen über Harrogate führenden Linien werden von Northern Rail betrieben. Leeds und Knaresborough werden halbstündlich, York wird einmal pro Stunde angebunden. Zu Stoßzeiten bestehen nach Leeds sogar Verbindungen ohne Unterwegshalt. Die Bahnlinien nach Wetherby und Ripon wurden in den 1960er Jahren stillgelegt.
Alle 20 Minuten bestehen Busverbindungen nach Ripon sowie nach Leeds (über Harewood sowie den Leedser Stadtteilen Moortown und Chapel Allerton). Eine zweite Linie nach Leeds führt über Wetherby, Boston Spa und Seacroft. Weitere Linien führen nach Otley, Bradford und Knaresborough sowie seit 2008 auch nach York. Die Buslinie 767 verkehrt regelmäßig vom Bahnhof zum Flughafen Leeds/Bradford.

### Militär
Es gibt zwei militärische Einrichtungen im Westen von Harrogate, das Army Foundation College und die Abhörbasis RAF Menwith Hill.

## Persönlichkeiten
Söhne und Töchter der Stadt
- Mark Pattison (1813–1884), Autor
- Courtenay Foote (1878–1925), Bühnen- und Stummfilmschauspieler
- H. L. A. Hart (1907–1992), Rechtsphilosoph
- Gord Pettinger (1911–1986), kanadischer Eishockeyspieler
- Denys Haynes (1913–1994), Klassischer Archäologe
- Graham Whitehead (1922–1981), Automobilrennfahrer
- Tony Ingham (1925–2010), Fußballspieler
- Michael Walsh (1927–2015), Generalmajor
- Douglas Muggeridge (1928–1985), Journalist und Radioleiter
- John A. Joule (* 1937), Chemiker und Hochschullehrer
- Jonathan Riley-Smith (1938–2016), Historiker
- James Wallace Binns (* 1940), mittellateinischer Philologe
- Valerie Wilmer (* 1941), Fotografin, Journalistin und Jazzautorin
- Barry Dransfield (* 1947), Folkmusiker
- Jim Carter (* 1948), Schauspieler
- Mik Kaminski (* 1951), Violinist
- Christopher Bartle (* 1952), Dressur- und Vielseitigkeitsreiter
- Roger Beaujolais (* 1952), Jazzmusiker
- Alison Russell (* 1958), Richterin am High Court of Justice
- Mike Edwards (* 1962), Motorradrennfahrer
- Charles Esche (* 1962), Kunsttheoretiker und Kurator
- John Scales (* 1966), Fußballspieler
- Andrew Haigh (* 1973), Filmregisseur, Drehbuchautor und Filmproduzent
- Delme Herriman (* 1973), Basketballspieler
- Andy Gray (* 1977), Fußballspieler
- Andy O’Brien (* 1979), Fußballspieler
- Debbie Flood (* 1980), Ruderin
- Darren Leung (* 1987), Autorennfahrer
- Livvi Franc (* 1988), Popsängerin und Songwriterin
- Cara Theobold (* 1990), Schauspielerin
- Rachel Daly (* 1991), Fußballspielerin
- Oliver Dingley (* 1992), Wasserspringer
- Sarah Moore (* 1993), Automobilrennfahrerin
- Leah Galton (* 1994), Fußballspielerin
- Jack Laugher (* 1995), Wasserspringer
- Jacob Fincham-Dukes (* 1997), Weitspringer
- George Mills (* 1999), Mittelstreckenläufer
- Harry Hepworth (* 2003), Turner

Persönlichkeiten mit Bezug zur Stadt
- Samson Fox (1838–1903), Ingenieur, Industrieller und Philanthrop; Bürgermeister der Stadt Harrogate

## Sonstiges
Am 1. Februar 2010 veröffentlichte die Tageszeitung The Independent einen Artikel, wonach Harrogate Britain’s capital of online porn consumption („die britische Hauptstadt beim Konsum von Online-Pornografie“) sei.